# Alosa de Beesley
L'alosa de Beesley (Chersomanes beesleyi) és una espècie d'ocell de la família dels alàudids (Alaudidae)

## Hàbitat i distribució
Habita pastures i planures sorrenques del nord-est de Tanzània.

## Taxonomia
Considerada sovint una subespècie de l'alosa d'esperons (Chersomanes albofasciata), és tractada avui com una espècie de ple dret.